# NGC 4945
إن جي سي 4945 مجرة حلزونية ضلعية في كوكبة قنطورس مرئية بالقرب من زيتا سينتاوري  اكتشفت المجرة من قبل جيمس دنلوب في عام 1826 ويعتقد أنها مشابهة لمجرة درب التبانة ، على الرغم من عمليات الرصد بواسطة الأشعة السينية تظهر أن إن جي سي 4945 لديها نواة مجرة زايفرت 2 غير عادية التي قد تحتوي على ثقب أسود كبير.

## المجموعة المجرية
إن جي سي 4945 عضو لامع في مجموعة قنطورس (أ/م83) المجرية وهي مجموعة كبيرة وقريبة من المجرات . وثاني ألمع مجرة في المجموعة الفرعية التي تركز على على المجرة العملاقة قنطورس أ.